# Christian Buhmann (Bildhauer)
Christian Buhmann (* 1906 in Hannover; † 1990 in Laatzen) war ein deutscher Bildhauer und Restaurator.

## Leben
Christian Buhmann war der Sohn des Bildhauers und Restaurators Friedrich Buhmann, in dessen hannoverscher Werkstatt er seine Lehre absolvierte und mitarbeitete. Seine Mutter war Berta Auguste, geborene Schiegert (1880–1947).
1950 übernahm Christian Buhmann  die Werkstatt seines Vaters, die dieser nach den Zerstörungen durch Fliegerbomben während der Luftangriffe auf Hannover mittlerweile in der Seilerstraße im Stadtteil Südstadt neu aufgebaut hatte und die der Sohn 1956 in die Straße Große Barlinge verlegte.

## Arbeiten (Auswahl)
- ca. 1950 bis 1970: Fortführung der vom Vater begonnenen Restaurierungsarbeiten im ehemaligen Kloster Lamspringe[1]
- Restaurierungsarbeiten an Taufbecken in niedersächsischen Kirchen (z. B. St. Ägidius, Hülsede (1951), Kapelle Wülferode (1975))[4]
- 1963 bis 1965: Konservierungsarbeiten und Retuschearbeiten am Deckengemälde der Gerichtslaube des Lüneburger Rathauses[5]
- Ergänzungen an den Schnitzereien im Rahmen der Fachwerkssanierung am „Brusttuch“, einem Patrizierhaus aus dem Jahre 1521 in Goslar[6]

## Veröffentlichungen
- Christian Buhmann: 100 Jahre Bildhauer- und Restaurierungswerkstatt Baenke-Buhmann. Eine Chronik. Hannover 1989/90.